# Todorin Do
Todorin Do (en serbe cyrillique : Тодорин До) est un village de Serbie situé dans la municipalité de Mionica, district de Kolubara. Au recensement de 2011, il comptait 141 habitants.

## Démographie
| 1948 | 1953 | 1961 | 1971 | 1981 | 1991 | 2002 | 2011 |
| ---- | ---- | ---- | ---- | ---- | ---- | ---- | ---- |
| 410  | 440  | 419  | 366  | 324  | 269  | 214  | 141  |

|  |